# Alice Walton

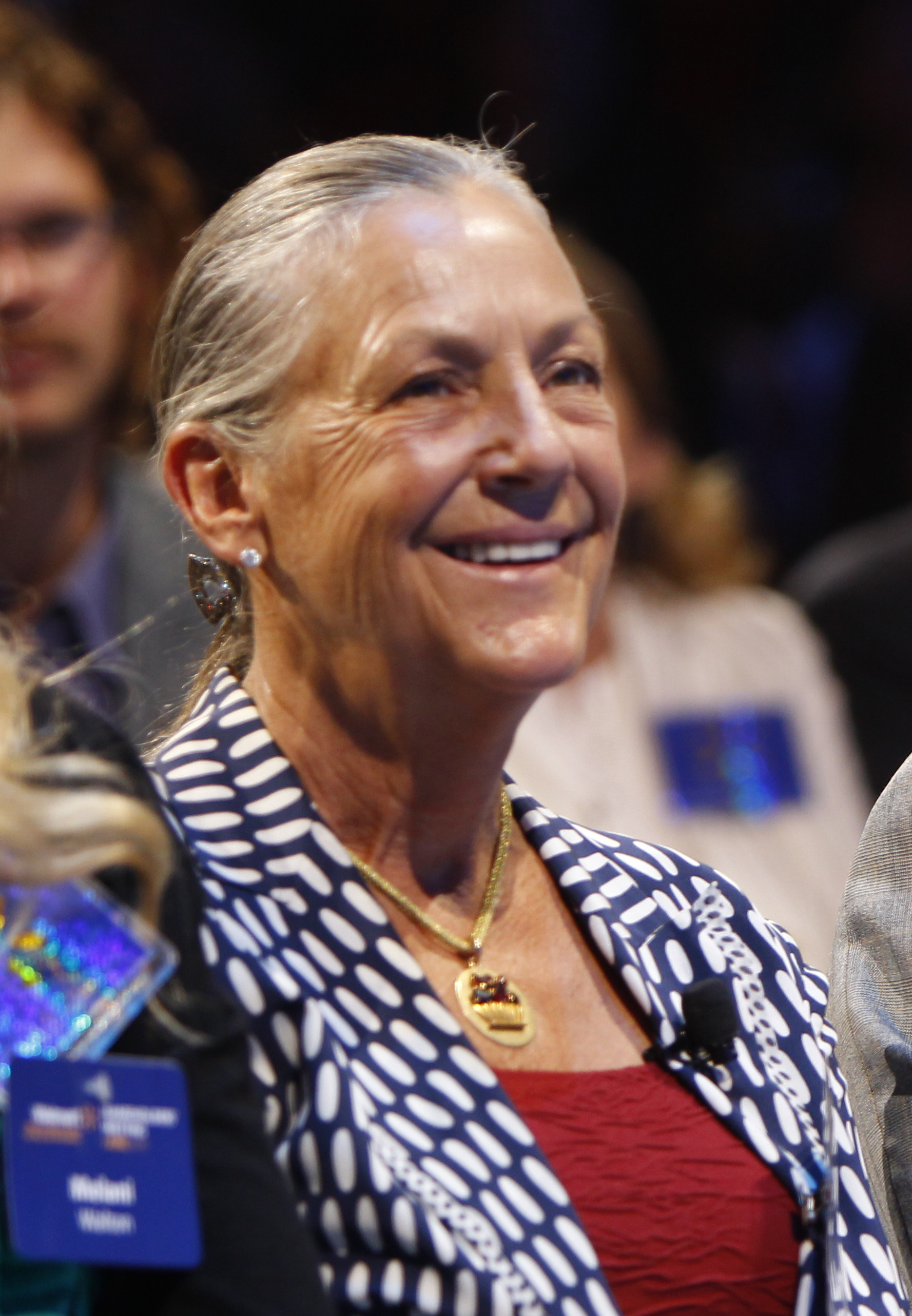
Alice Walton (2011)

Alice Louise Walton (* 7. Oktober 1949 in Newport, Arkansas) ist eine US-amerikanische Unternehmerin und Milliardärin. Mit einem Vermögen von ca. 104 Milliarden US-Dollar (Forbes 2025) ist sie die zweitreichste Frau und gehört zu den zwanzig reichsten Personen der Welt.

## Leben
Die jüngste Tochter des Walmart-Gründers Sam Walton und dessen Frau Helen Robson Walton erbte ihr Vermögen 1992 nach dem Tod ihres Vaters, ebenso ihre Brüder S. Robson Walton, Jim Walton und John T. Walton. Sie ist Anteilseignerin am Walmart-Konzern und besitzt 10 %.
Walton wuchs in Bentonville, Arkansas auf. 1971 schloss sie die Trinity University in San Antonio, Texas mit einem Bachelor of Arts in den Bereichen Wirtschaft und Finanzen ab.
Ihr Bruder John T. Walton starb 2005 im Alter von 58 Jahren bei einem Flugzeugabsturz, er hinterließ seine Frau Christy Walton und seinen Sohn Lukas Walton – Alice Waltons Schwägerin und Neffe. Ihre Mutter Helen Robson Walton starb 2007 im Alter von 87 Jahren. Ferner ist sie die Cousine von Ann Walton Kroenke und Nancy Walton Laurie, die ebenfalls Anteile am Walmart-Konzern besitzen.
Walton war in drei Autounfälle verwickelt. 1983 verlor sie in der Nähe von Acapulco, Mexiko die Kontrolle über ein gemietetes Fahrzeug und stürzte in eine Schlucht, wobei sie schwere Beinverletzungen davontrug. Nach mehr als zwei dutzend Operationen leidet sie bis heute an den Folgen. Im April 1989 erfasste ihr Wagen die 50-jährige Oleta Hardin, die die Straße überquerte. Diese verstarb daraufhin, es wurde jedoch keine Anklage gegen Walton erhoben. 1998 kollidierte ihr Auto mit einer Tanksäule, während sie unter dem Einfluss von Alkohol stand. Sie musste eine Strafzahlung von 925 US-Dollar leisten.
In die Schlagzeilen geriet Walton, als sie am 7. Oktober 2011, ihrem 62. Geburtstag, in Weatherford, Texas wieder unter Alkoholeinfluss gefahren war und festgenommen wurde. Ihr Anwalt veröffentlichte ein Statement, in dem Walton die volle Verantwortung übernahm und Bedauern für den Vorfall äußerte. Daraufhin wurde die Anklage im September 2013 zurückgezogen.
Walton ist zweifach geschieden und heute unverheiratet.
Zwischen 1998 und 2015 lebte sie auf einer Ranch in Millsap, Texas und züchtete dort Pferde. Derzeit residiert sie primär in Fort Worth, Texas. 2025 wurde Walton zum Mitglied der American Academy of Arts and Sciences gewählt.

## Karriere
Anders als ihre Brüder, übernahm Walton keine tragende Rolle im Walmart-Konzern. In ihrer frühen Karriere war sie als Aktienanalystin für First Commerce Corporation und als Leiterin für Investitionstätigkeiten bei der Arvest Bank Group tätig. Ferner war sie Börsenmarklerin bei EF Hutton. 1988 gründete sie die Llama Company, eine Investmentbank, die sie selbst leitete, welche 1998 wieder geschlossen wurde. Darüber hinaus leitete sie den Northwest Arkansas Council und spielte eine wichtige Rolle beim Bau des 1998 eröffneten Northwest Arkansas Regional Airport.

## Kunst
Heute tritt Walton vor allem durch ihre Tätigkeiten im Zusammenhang mit dem Crystal Bridges Museum of American Art in Bentonville, Arkansas, welches von ihr 2011 eröffnet wurde, in Erscheinung. Sie ist Kunstsammlerin, die internationale Kunstfachzeitschrift ARTNews zählt sie zu den 200 wichtigsten der Welt. Ihre Privatsammlung hat einen Wert von ca. 500 Millionen US-Dollar. Sie besitzt unter anderem Werke amerikanischer Künstler wie Andy Warhol, Norman Rockwell und Georgia O’Keeffe. Ihre Sammlung ist im Crystal Bridges Museum of American Art ausgestellt.

## Politik
Trotz ihrer Abstammung aus einer republikanischen Familie, spendete Walton im Jahr 2016 353.400 US-Dollar an den Hillary Victory Fund, der Demokraten wie Hillary Clinton unterstützt. Walton und Clinton lernten sich während Clintons Zeit als First Lady von Arkansas und Mitglied des Aufsichtsrats von Walmart kennen.